# Epidendrum gymnochlamys
Epidendrum gymnochlamys är en orkidéart som beskrevs av Eric Hágsater och E.Santiago. Epidendrum gymnochlamys ingår i släktet Epidendrum och familjen orkidéer.
Artens utbredningsområde är Panamá. Inga underarter finns listade i Catalogue of Life.